# 麥花臣遊樂場

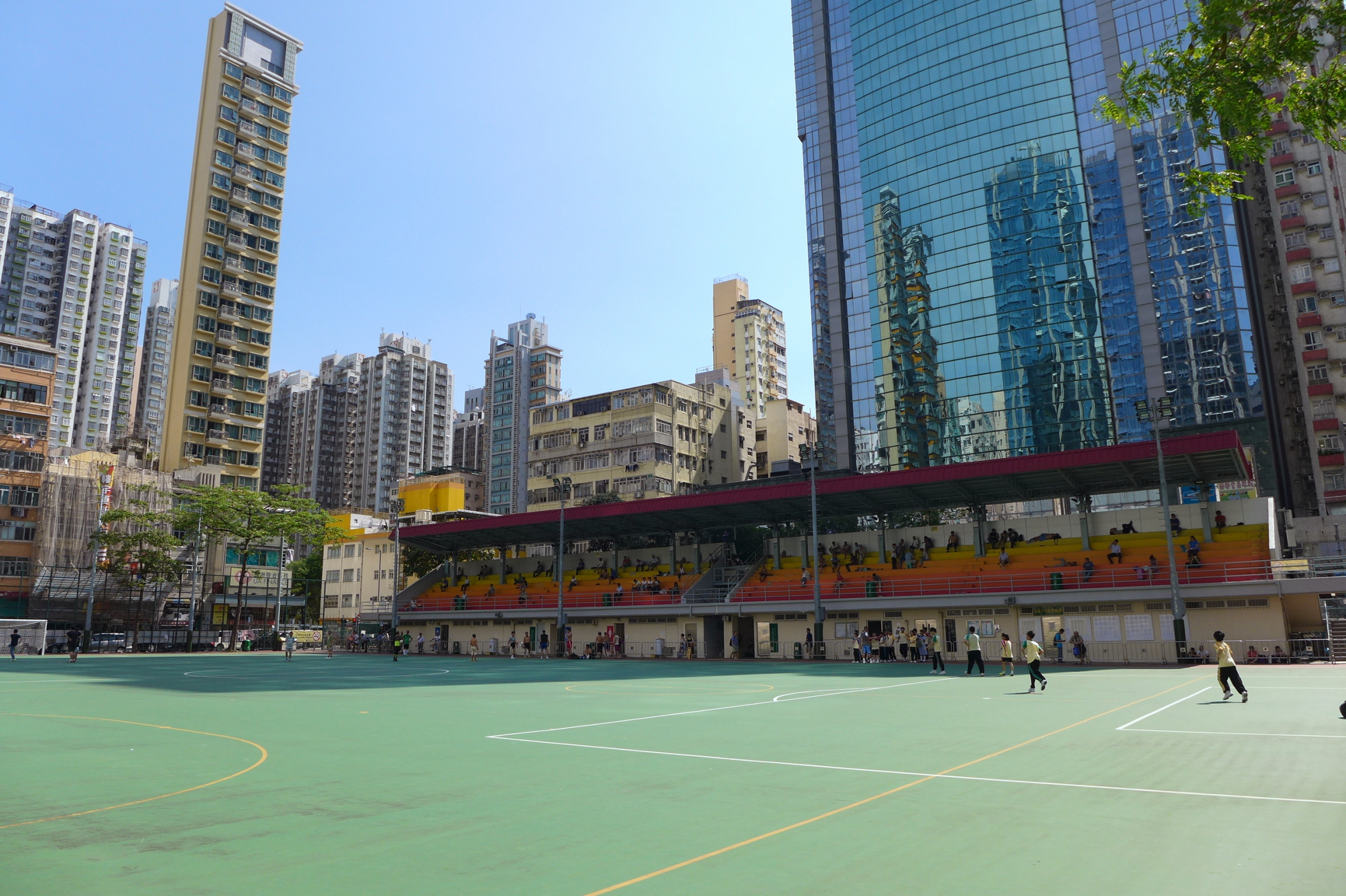
麥花臣遊樂場

麥花臣遊樂場（英語：Macpherson Playground）位於香港九龍旺角洗衣街59號，毗連麥花臣場館，是油尖旺區一個露天運動場地。設有1個七人小型足球場及1個籃球場（可用作排球場）及1個兒童游樂場，由康樂及文化事務署管理。

## 現況
麥花臣球場及灣仔的修頓球場是香港小型足球的主要比賽場地之一，九龍小型足球總會會址亦在球場看台下。

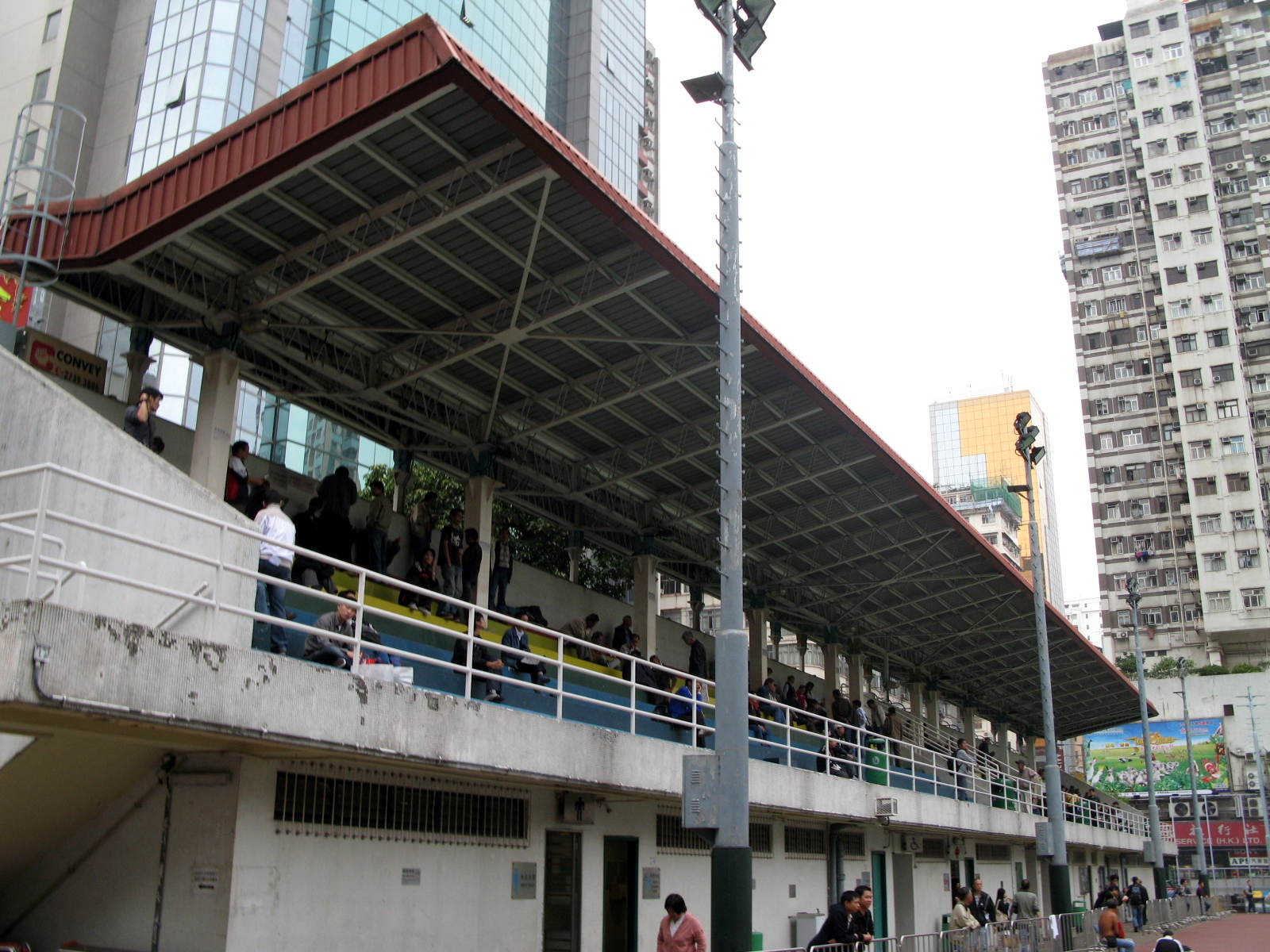
麥花臣遊樂場看台
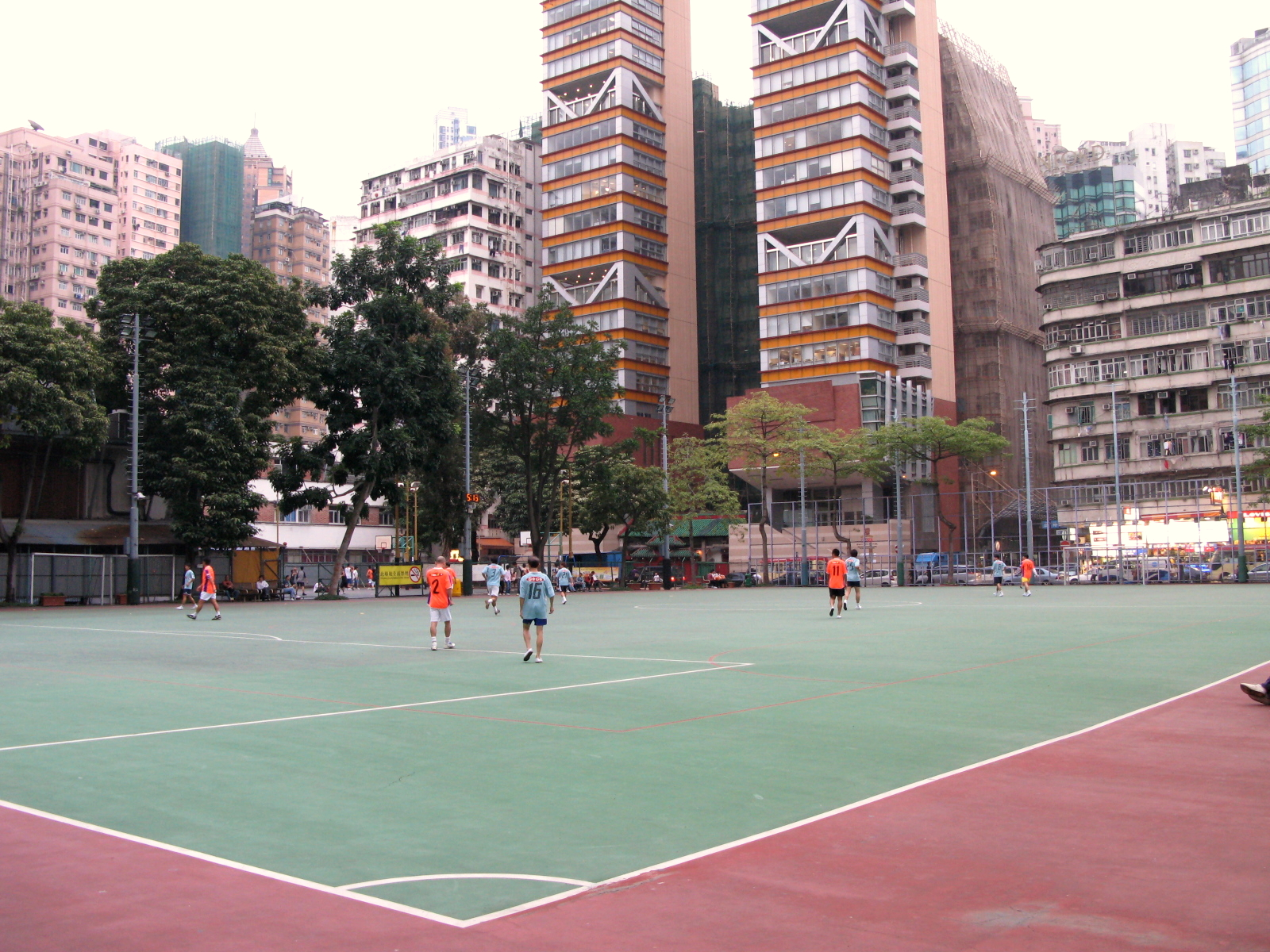
麥花臣足球場
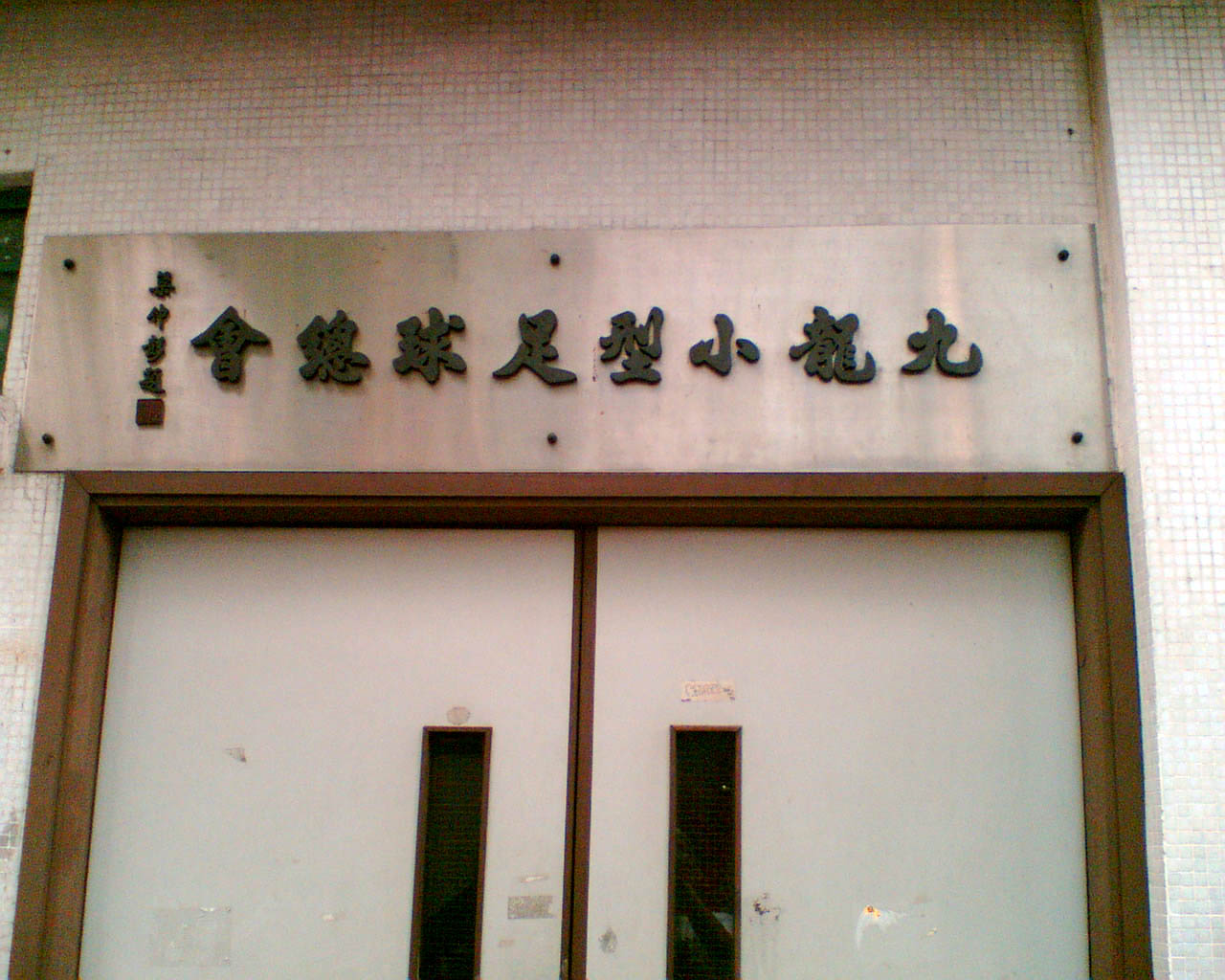
九龍小型足球總會

## 重建項目
市區重建局及香港遊樂場協會宣布合作發展旺角麥花臣室內場館重建項目，市建局曾有意將麥花臣球場包括在重建範圍內，但最終放棄。項目計劃將麥花臣室內場館重建為一個綜合運動中心，內有室內運動場及青年中心，亦會包括住宅及商業設施，項目於2013年落成。
環保觸覺主席譚凱邦指出，地皮屬於非牟利團體所有，市區重建局不應插手重建這類康文設施成為商業住宅項目。該會又擔心重建計劃發展成商業項目對空氣質素帶來影響，譚凱邦指麥花臣遊樂場為旺角區保留了視覺空間和通風地帶，讓自然風可吹進亞皆老街。麥花臣遊樂場建成高樓，造成一定的屏風效應，令本來空氣污染嚴重的旺角區的空氣質素變得更差。

## 外部連結
- 康文署：麥花臣遊樂場